# Selim I Giray
Selim I Giray, (Tataro di Crimea: I Selim Geray, Turco: 1. Selim Giray) (1631 – 22 dicembre 1704), fu un Khan di Crimea.
Ha regnato per 4 volte tra il 1671 e il 1704.